# Hans Bauer (piłkarz)
Hans Bauer (ur. 28 lipca 1927 w Monachium, zm. 31 października 1997 w Monachium) – niemiecki piłkarz, obrońca. Mistrz świata z roku 1954.

## Kariera sportowa
W reprezentacji NRF debiutował 23 grudnia 1951 w meczu ze Luksemburgiem. Do 1958 w kadrze rozegrał 5 spotkań. Podczas MŚ 54 zagrał w dwóch meczach grupowych: z Węgrami i Turcją. Przez wiele lat był piłkarzem monachijskiego Bayernu. W 1957 zdobył Puchar Niemiec.